# Lijst van Feaellidae
De lijst van Feaellidae bevat alle wetenschappelijk beschreven soorten bastaardschorpioenen uit de familie Feaellidae.

## Feaella
Feaella - Ellingsen, 1906
- Feaella affinis - Hirst, 1911
- Feaella anderseni - Harvey, 1989
- Feaella capensis - Beier, 1955
  - Feaella capensis nana - Beier, 1966
- Feaella indica - Chamberlin, 1931
- Feaella krugeri - Beier, 1966
- Feaella leleupi - Beier, 1959
- Feaella mirabilis - Ellingsen, 1906 (typesoort)
- Feaella mombasica - Beier, 1955
- Feaella mucronata - Tullgren, 1907
- Feaella parva - Beier, 1947
- Feaella perreti - Mahnert, 1982